# Project Syndicate
Project Syndicate – międzynarodowa organizacja non-profit powstała w 1995 roku w Pradze, największy światowy syndykat tytułów prasowych.

## Informacje
Celem organizacji jest publikacja i dostarczenie oryginalnych prowokujących komentarzy autorstwa znanych polityków i intelektualistów w dziedzinie ekonomii, polityki, nauki i biznesu, co stwarza możliwość prowadzenia debaty publicznej. Założeniem syndykatu jest prezentacja różnorodnych poglądów oraz ułatwienie czytelnikom zrozumienia bieżących tendencji i wydarzeń zachodzących w świecie. 
Organizacja oferuje swoim członkom comiesięczne bądź cotygodniowe komentarze, zawarte w 41 seriach, dotyczących między innymi poszczególnych regionów świata. Artykuły są publikowane w wielu językach, przy czym komentarze w języku angielskim są tłumaczone na arabski, chiński, czeski, francuski, holenderski, hiszpański, portugalski, rosyjski i szwedzki. Strona internetowa gwarantuje darmowy dostęp do wszystkich artykułów. 
Organizacja utrzymuje się ze składek płaconych przez członków z krajów rozwiniętych, a także ze środków od innych organizacji, takich jak: Open Society Institute George'a Sorosa, fundacja Politiken i Die Zeit. Tytuły prasowe z krajów rozwijających się nie są zobowiązane do ponoszenia opłat za korzystanie z usług Project Syndicate. 27 czerwca 2013 roku działalność rozpoczął polski oddział organizacji. Jego twórcą była fundacja „Świat Idei”, zrzeszająca polskich menedżerów. Redaktorem naczelnym został Michał Kobosko.

## Opinie
Ezra Klein z gazety „Washington Post” nazwał Project Syndicate „najlepszą stroną internetową, zawierającą komentarze i artykuły”. W recenzji Klein przytoczył słowa amerykańskiego profesora prawa, Jamesa Kwaka, który uznał organizację za „kierującą się dobrymi intencjami, której udaje się sprawiać wrażenie złowrogiej konspiracji”

## Członkowie Project Syndicate w Polsce
W skład Project Syndicate Poland wchodzą (dane za pierwszy kwartał 2014 roku):
- wyborcza.biz
- Warsaw Business Journal
- Wyborcza.pl

## Publicyści
Autorami komentarzy dla Project Syndicate byli między innymi:

- Ban Ki-moon
- Bjørn Lomborg
- Chris Patten
- George Soros
- Javier Solana
- Jeffrey Sachs
- Jimmy Carter
- Joseph E. Stiglitz
- Joseph Nye
- Joschka Fischer
- Julia Tymoszenko
- Michaił Gorbaczow
- Michel Rocard
- Nouriel Roubini
- Ralf Dahrendorf
- Shinzō Abe
- Timothy Garton Ash
- Tony Blair
- Uffe Ellemann-Jensen
- Václav Havel
- Szelomo Ben Ammi[10]